# Cot Langsat
Cot Langsat is een bestuurslaag in het regentschap Aceh Jaya van de provincie Atjeh, Indonesië. Cot Langsat telt 116 inwoners (volkstelling 2010).